# Bevægeapparatet
Bevægeapparatet består af knogler, led og muskler. Bevægeapparatet udgør en funktionel enhed, som er underkastet nervesystemets kontrol. Svigter en enkelt komponent, spores virkningen på de funktionelt sammenhørende dele; f.eks kan stivhed i et led medføre svind af både knogler og muskler.
| Lægevidenskab | Spire Denne artikel om lægevidenskab er en spire som bør udbygges. Du er velkommen til at hjælpe Wikipedia ved at udvide den. |